# Аргасови акари
Аргасовите акари (Argasidae) са семейство паякообразни от разред Кърлежи (Ixodida).
Таксонът е описан за пръв път от Карл Лудвиг Кох през 1844 година.

## Родове
- Antricola
- Argas – Аргаси
- Ornithodoros
- Otobius
- Parantricola